# Rhinopithecus bieti
El langur negro de nariz chata (Rhinopithecus bieti), también conocido como mono de nariz chata, es una especie de primate catarrino de la familia Cercopithecidae. Es endémico de China, donde se le conoce por los lugareños como mono de pelo dorado de Yunnan o mono negro de pelo dorado. Está amenazada por la pérdida de su hábitat.
Es un primate gran tamaño, robusto y con abundante pelo que pertenece a la subfamilia Colobinae. A pesar de su carácter distintivo morfológico y su biología, cabe destacar que esta es una de las menos conocidas especies de primates. En los últimos años, sin embargo, el conocimiento sobre el comportamiento y la ecología del langur negro de nariz chata ha crecido. La falta de información es principalmente el resultado de las condiciones de investigación difícil, debido al estilo su vida seminómada, la naturaleza elusiva y el hábitat inhóspito, con laderas muy empinadas, impenetrables matorrales de bambú, el clima frío invernal con nieve, así como veranos húmedos y con niebla, con visibilidad mínima.
Esta especie tiene una distribución muy restringida en el punto caliente de biodiversidad de las montañas Hengduan que limita con la cordillera del Himalaya. Su área de distribución actual está limitada a la cordillera Yun, parte de las montañas Hengduan. Solamente 17 grupos con una población total de menos de 1.700 animales han sobrevivido en el noroeste de Yunnan y las regiones vecinas en la Prefectura Autónoma de Tíbet. El tamaño del grupo es pequeño, por lo general solamente de 20 a 60, los grupos de más de 100 nunca han sido observados. El territorio de cada grupo varía de 20 a 135 km².
El langur negro de nariz chata era casi completamente desconocido hasta la década de 1990. El hecho de que ningún solo zoológico fuera de China ha mantenido el langur negro de nariz chata en cautiverio ha contribuido al estado enigmático de esta especie. Varios estudios recientes han llegado a extraordinarios descubrimientos sobre su historia natural. Vive en uno de los ambientes más extremos de los primates no humanos. Su hábitat es más bien templado con bosques de coníferas o de hojas caducas o perennes. La altura máxima registrada de un grupo de esta especie es 4700 m. Se mueve rápido y lejos en un grupo cohesivo y cubre extensas zonas en busca de los líquenes y otros productos alimenticios disponibles estacionalmente. Los ciclos de reproducción de estos primates son generalmente similares a la de Rhinopithecus roxellana, excepto en el momento del nacimiento que es a menudo dos o tres meses más tarde debido al clima más frío. El tamaño promedio de un adulto macho se encuentra entre 74 a 83 cm, sin incluir la cola. Las hembras son más pequeñas que los machos, con un promedio de 51 a 72 cm.